# Dmitry Rovinsky
Dmitry Aleksandrovitch Rovinsky (russe : Дми́трий Алекса́ндрович Рови́нский), né le 16 août 1824 (calendrier julien) 28 août 1824 (calendrier grégorien) à Moscou et mort le 11 juin 1895 à Bad Wildungen, est un historien de l'art et un compilateur d'albums de référence sur les portraits et gravures russes du XVIIIe siècle au XIXe siècle. Il est membre honoraire de l'Académie des sciences et de l'Académie des arts.

## Biographie
Dmitry Aleksandrovitch Rovinsky naît le 16/28 août 1824 dans la famille d'un policier de Moscou. En 1844, il obtient son diplôme de la faculté de droit de Saint-Pétersbourg

### Droit
Il commence son service à Moscou, occupant divers postes juridiques. En 1866, il devient procureur de la région judiciaire de Moscou. De 1870 jusqu'à la fin de sa vie, il est sénateur du département de cassation criminelle.

### Art
À partir des années 1840, il s'intéresse grandement à la gravure, gravure savante avec son travail monumental sur Rembrandt, mais aussi à la gravure populaire russe dite loubok. Sa réputation d'historien de l'art et de collectionneur se développe après 1853, avec la publication d'articles sur divers sujets, notamment l'Académie d'art sous le règne de Catherine II et l'école russe de peinture d'icônes, ainsi que la gravure et les arts graphiques russes.
Ses travaux fondamentaux sur l'histoire de la gravure populaire russe et du loubok (qu'il ne nomme pas sous cette appellation mais sous celle de narodnye kartinki, "images folkloriques")  sont parmi les premiers du genre. Ses traités historiques et bibliographiques, riches en données réelles, sont très estimés par les critiques d'art et conservent leur importance jusqu'à aujourd'hui. En tant qu'éditeur de ses propres ouvrages, Dmitry Rovinsky accorde une grande attention aux procédés polygraphiques (il est l'un des premiers à appliquer l'héliographe) et imprime des livres sur un excellent papier, avec un superbe design, etc. Dmitry Rovinsky cède une partie de ses biens pour créer à son tour des prix pour les meilleurs livres illustrés destinés au grand public, le meilleur travail de recherche sur l'archéologie de l'art et la meilleure peinture. La collection unique de gravures et autres œuvres d'art de Dmitry Rovinsky, ainsi que sa bibliothèque, sont léguées au musée de l'Ermitage, à la Bibliothèque d'État de Russie, à la bibliothèque publique et à l'Académie des arts.
Rovinsky reçoit le prix Ouvarov (1864) pour son travail sur les graveurs russes entre 1564 et 1764. En 1870, il est élu à l'Académie des arts de Saint-Pétersbourg. La publication de son œuvre monumentale sur les estampes populaires russes (1881-93) et d'autres documents visuels - richement illustrés d'exemples tirés de sa vaste collection personnelle - est l'aboutissement de 25 ans de recherches dans des dépôts d'État et privés russes, européens, égyptiens, chinois, japonais et indiens.

### Mort
Dmitry Rovinsky meurt le 23 juin 1895 à Bad Wildungen, Waldeck, Allemagne. 
La "Collection Rovinsky pour une iconographie russe" est publiée en 2006 en allemand avec un commentaire complet. 